# August Euler
August Euler (Oelde, 20 novembre 1868 – 1º luglio 1957) è stato un aviatore tedesco, pioniere nel suo campo, costruttore di aerei e titolare della prima licenza tedesca di pilota, rilasciata nel dicembre 1909.
Dopo la prima guerra mondiale, divenne Segretario di Stato tedesco per l'Aria, fino a quando si ritirò nel 1922.

## Biografia
August Euler è nato a Oelde in Vestfalia ed ha iniziato il percorso scolastico a Oelde per poi continuarlo nelle scuole pubbliche di Colonia e Aquisgrana e dal 1885 ha iniziato una carriera nell'ingegneria.  Ha lavorato per "Seidel & Neumann", originariamente un'azienda di macchine da cucire, che in seguito ha realizzato biciclette e automobili. Euler iniziò a competere in bicicletta e in auto e sviluppò un interesse all'aviazione.  Nel 1908 fondò una società per costruire aerei "Voisin" su licenza. Nel febbraio 1908, fece costruire un edificio sul sito dell'aeroporto di Griesheim, che trasferì dal castello di Mainz, costatogli 2.400 marchi. In quell'edificio iniziò la produzione di aerei. Nel 1910 stabilì un record di durata di volo tedesco rimanendo in volo per 3 ore e 6 minuti e 18 secondi. Il 31 dicembre 1909 ottenne il brevetto di pilota tedesco n. 1 e iniziò una scuola di volo. Prima della prima guerra mondiale trasferì la sua fabbrica a Francoforte e contribuì a creare un'associazione di costruttori di aerei tedeschi.  Dopo la guerra fu nominato Segretario di Stato per l'Aria con l'ordine di creare un ministero per i trasporti, ma il periodo coincise con le restrizioni del Trattato di Versailles e, quando il trattato fu ratificato nel 1920, Euler si dimise.
Euler costruì una casa nella Foresta Nera sul monte Feldberg dove visse in pensione fino alla sua morte nel 1957.  Sebbene i suoi servizi fossero stati richiesti dal governo nazista durante la seconda guerra mondiale, resistette a causa della sua età e rimase in pensione. È stato affiliato a molte associazioni automobilistiche e aeronautiche del Paese e ha ricevuto molte onorificenze per il suo primo lavoro.